# Accademia Roveretana degli Agiati
L'Accademia degli Agiati di Scienze, Lettere ed Arti, en abrégé  Accademia degli Agiati est une société scientifique fondée à Rovereto en 1750, axée sur les sciences humaines et les sciences naturelles.

## Histoire
L'Accademia degli Agiati a été fondée en 1750 par Giuseppe Valeriano Vannetti, son épouse Bianca Laura Saibante , Francesco Saibante et deux ecclésiastiques Gottardo Antonio Festi et Giuseppe Felice Givanni dans la ville de Rovereto alors sous la coupe des  Habsbourg. La première réunion a eu lieu le 27 décembre 1750 dans la maison familiale de Saibante, où un groupe littéraire s'était auparavant rencontré. Le but de l'académie était de répondre aux besoins culturels de la bourgeoisie de Rovereto, devenue prospère au XVIIIe siècle grâce à la sériciculture, désireuse de promouvoir l'identité culturelle de cette classe. Girolamo Tartarotti dès la première moitié du XVIIIe siècle essaie de promouvoir la vie intellectuelle de la ville à travers la formation de groupes littéraires où figurent les fondateurs ultérieurs de l'académie, inspirés de l'Académie d'Arcadie, fondée à Rome au XVIIe siècle.
En 1753, l'Académie est reconnue et favorisée par l'impératrice  Marie-Thérèse comme Regia Accademia impériale. Les premiers membres comprennent Scipione Maffei, grand adversaire de Girolamo Tartarotti, c'est pourquoi ce dernier n'a jamais rejoint l'académie, Carlo Goldoni et Laura Bassi. Vers la fin du siècle Clementino Vannetti, le fils de Giuseppe Valeriano et Bianca Laura Saibante devient secrétaire de l'académie. En 1813, Antonio Rosmini admis à l’Académie en conçoit le nouveau statut, entré en vigueur en 1825 et est élu président à plusieurs reprises. L'adhésion d'Alessandro Manzoni commence en 1834. Antonio Fogazzaro et Torquato Taramelli figurent parmi les membres et les archéologues Federico Halbherr et Paolo Orsi, le compositeur Riccardo Zandonai et le futuriste Fortunato Depero ont reçu une reconnaissance internationale.
L'Atti dell'Accademia (Actes de l'Académie) est publié régulièrement depuis 1883. Dans la seconde moitié du XIXe siècle, les membres sont d'un irrédentisme modéré. 

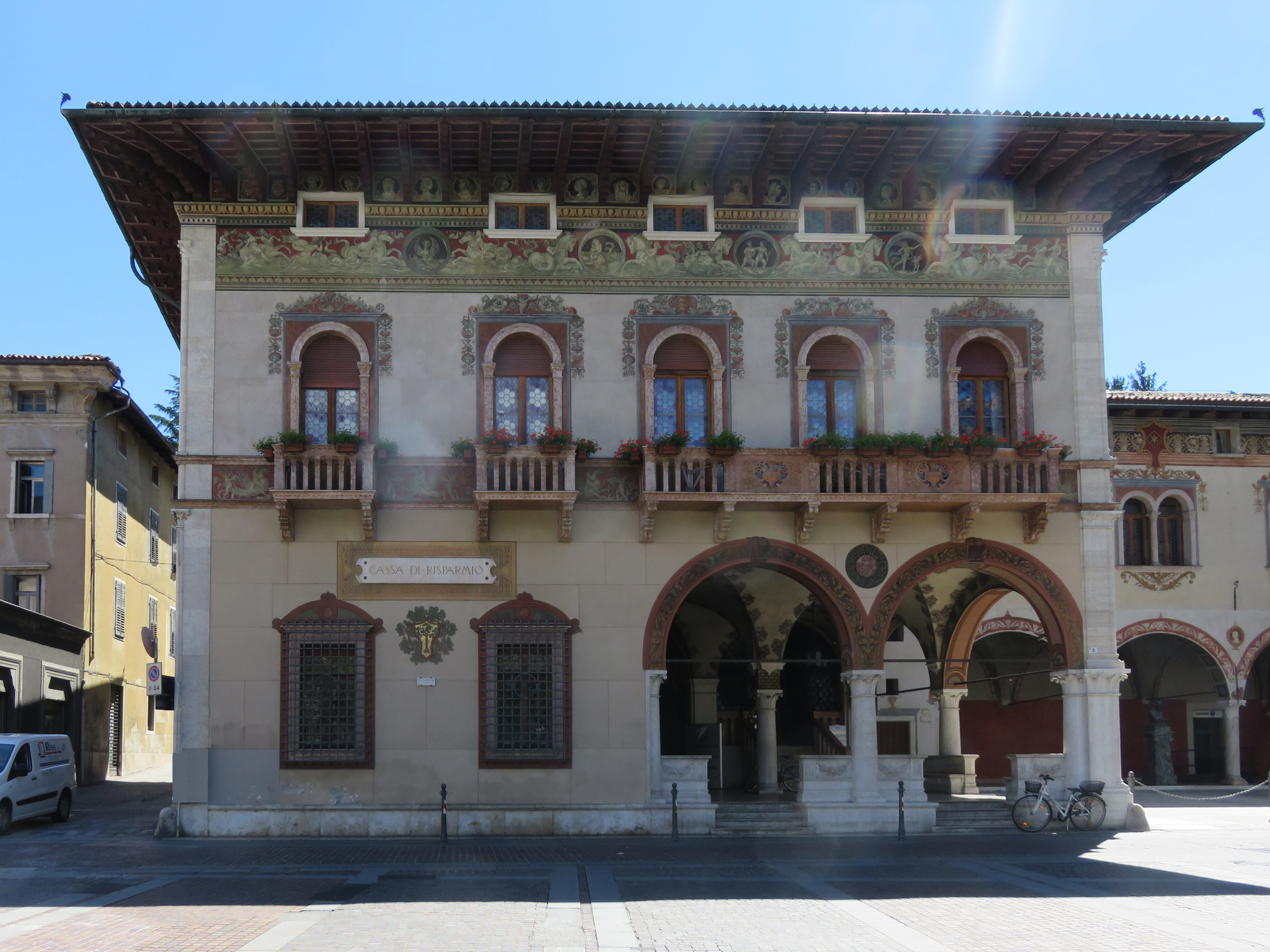
Palazzo del Ben Fondazione Cassa di Risparmio di Trento e Rovereto, siège de l'Académie depuis 2002.

## Membres principaux
Après la fin de la Première Guerre mondiale et l'annexion du Trentin au royaume d'Italie en 1920, les héros nationaux (Protomartiri della Grande Guerra)  Cesare Battisti, Damiano Chiesa (it) et Fabio Filzi (it), fusillés par les Autrichiens en 1916 pour haute trahison, sont nommés membres honoraires de l'Académie. 
En 1926, Benito Mussolini devient membre honoraire. Le linguiste Carlo Battisti (it), également du Trentin, membre depuis 1910, joue un rôle principal dans le film Umberto D. de Vittorio De Sica sorti en 1952. Beniamino Andreatta, 1968 ; le peintre Ernesto Giuliano Armani (1898-1986), 1969 ; Norberto Bobbio, 1968 ; Giorgio Nebbia (it), 1979 ; le musicologue Rudolph Angermüller, 1995 ; le classiciste Luciano Canfora ; l'historien Hartmut Galsterer,1999 ; le biologiste Klaus Hellrigl, 2000 ; Paolo Prodi, cofondateur de l'Istituto storico italo-germanico de Trente, 1974 ; l'historien de l'art du Tyrol du Sud Helmut Stampfer, 1992 ; l'historien Gherardo Ortalli ; Josef Riedmann, 1988, Friederike Zaisberger 1996.